# Деблуа, Дин
Дин Деблуа (англ. Dean DeBlois; род. 7 июня 1970 года, Канада) — канадский сценарист и режиссёр. Номинант на премию «Оскар».

## Биография
В 2012 и 2015 годах получил по две награды «Энни» за работу над мультфильмами «Как приручить дракона» и «Как приручить дракона 2».

## Фильмография

### Режиссёр
- 2002 — «Лило и Стич» / Lilo & Stitch
- 2003 — «Лило и Стич 3» (видео) / Lilo & Stitch's Island of Adventures
- 2007 — «Heima» / Heima
- 2010 — «Как приручить дракона» / How to Train Your Dragon
- 2014 — «Как приручить дракона 2» / How to Train Your Dragon 2
- 2019 — «Как приручить дракона 3» / How to Train Your Dragon 3
- 2025 — «Как приручить дракона» / How to Train Your Dragon

### Сценарист
- 1998 — «Мулан» / Mulan
- 2002 — «Лило и Стич» / Lilo & Stitch
- 2010 — «Как приручить дракона» / How to Train Your Dragon
- 2014 — «Как приручить дракона 2» / How to Train Your Dragon 2
- 2019 — «Как приручить дракона 3» / How to Train Your Dragon 3
- 2025 — «Как приручить дракона» / How to Train Your Dragon